# Tatiana Chislova
Tatiana Chislova –en ruso, Татьяна Числова– (1966) es una deportista soviética que compitió en piragüismo en la modalidad de aguas tranquilas. Ganó dos medallas de plata en el Campeonato Mundial de Piragüismo de 1986, en las pruebas de K2 500 m y K4 500 m.

## Palmarés internacional
| Campeonato Mundial | Campeonato Mundial | Campeonato Mundial | Campeonato Mundial |
| Año                | Lugar              | Medalla            | Evento             |
| ------------------ | ------------------ | ------------------ | ------------------ |
| 1986               | Montreal (Canadá)  | Medalla de plata   | K2 500 m           |
| 1986               | Montreal (Canadá)  | Medalla de plata   | K4 500 m           |